# K-141 Kursk
 Denne artikel omhandler ubåden K-141 Kursk. Opslagsordet har også en anden betydning, se Kursk (flertydig).
Kursk (K-141) var en ubåd af Oscar II-klassen. Ubåden gjorde tjeneste i Ruslands flåde og var en atomdrevet angrebsubåd. Ubåden forliste med alle mand da den sank i Barentshavet den 12. august 2000. Kursk (fulde navn: (russisk) Атомная подводная лодка «Курск», oversættes til "Den atomdrevne ubåd Kursk"), var en "Project 949A" Антей (Antej-klassen, men er mest kendt under dets NATO rapporteringsnavn Oscar II-klassen). Skibet er navngivet efter den russiske by Kursk, som i 1943 var rammen for det største panserslag i verdenshistorien. Skibet var et af de første skibe der blev færdiggjort efter Sovjetunionens kollaps og hejste kommando under den russiske Nordflåde.

## Baggrund
Arbejdet på ubåden Kursk begyndte i 1990 i Severodvinsk nær Arkhangelsk. Søsat i 1994 og hejste kommando i december samme år. Ubåden var den næstsidste af den store Oscar II-klasse der blev godkendt i Sovjetæraen. Ubåden er 154 meter lang og fire etager høj og er dermed den største angrebsubåd nogensinde bygget. Formskroget, konstrueret af 8,5 mm tykt rustfrit stål med højt indhold af nikkel og krom, var exceptionelt modstandsdygtig overfor korrosion og havde samtidig en lav magnetisk udstråling. Dette bevirkede, at ubåden havde en lav magnetisk signatur der vanskeligt kunne registreres på et MAD-systemer. I mellemrummet mellem formskroget og det 50,8 mm tykke trykskrog var der et to meter stort mellemrum.
Kursk hørte under den russiske Nordflåde der havde lidt under budgetnedskæringer igennem 1990'erne. Mange af flådens ubåde lå langs kaj og rustede ved flådestationen Zapadnaja Litsa i Andrejevabugten, 100 kilometer fra Murmansk. Kun det allermest nødvendige udstyr blev vedligeholdt såsom eksempelvis redningsudstyret. Nordflådens matroser havde ikke fået løn siden midten af 1990'erne. Slutningen på årtusindet betød dog en renæssance for flåden; I 1999 udførte Kursk en vellykket efterretningsmission og overvågede den amerikanske 6. flådes aktiviteter under Kosovokrigen. I august 2000 udførte man den største flådeøvelse siden Sovjetunionens sammenbrud hvor fire angrebsubåde, slagkrydseren Pjotr Velikij ("Peter den Store") og en flotille andre skibe deltog.

## Eksplosionen
Kursk sejlede til havs for at deltage i en øvelse med Pjotr Velikij, hvor Kursk skulle affyre et antal øvelsestorpedoer mod slagkrydseren. Den 12. august 2000 klokken 11.28 lokal tid (07.28 Zulu), opstod der en eksplosion under forberedelserne til at affyre torpedoerne. Den eneste troværdige rapport anslår at det var en fejl i en brintoveriltefremdrevet torpedo. Det er anslået at HTP, en særlig koncentreret slags brintoverilte brugt som brændstof til torpedoer sivede igennem rust i torpedoen. En lignende eksplosion var efter sigende også skyld i tabet af HMS Sidon i 1955.
Den kemiske eksplosion fra torpedoen detonerede med en kraft svarende til 100–250 kg Trotyl og målte 2,2 på Richterskalaen. Ubåden sank på relativt lavt vand, 108 meters dybde, cirka 135 kilometer fra Severomorsk på koordinaterne 69,40N 037,35Ø. Yderligere en eksplosion opstod 135 sekunder efter den første og målte mellem 3,5 og 4,4 på Richterskalaen, svarende til 3-7 tons trotyl.

## Redningsforsøg
Selvom redningsforsøg blev tilbudt fra Royal Navy og Sjøforsvarets specialuddannede redningshold mistede alle 118 besætningsmedlemmer livet om bord på Kursk. Rusland takkede i starten nej til alle udenlandske redningstilbud. Det russiske admiralitet antydede at størstedelen af besætningen døde senest et par minutter efter eksplosionen – disse antydninger anses dog af udenlandske observatører som værende en politisk manøvre.
Kaptajnløjtnant Dmitrij Kolesnikov, en af de overlevne fra den første eksplosion overlevede i afsnit 9, der er placeret helt agter. Redningsfolk fandt et antal noter på hans krop skrevet efter eksplosionen. Disse noter viste at 23 andre sømænd var i samme situation som ham.
Efterfølgende var der en større debat om hvor længe besætningen på ubåden havde overlevet. Enkelte, især fra russisk side, mener at de døde ganske hurtigt. På en Oscar II-ubåd er det normalt at vand trænger ind gennem skrueakslen og på 100 meters dybde ville det have været umuligt at standse. Andre pointerer at adskillige kanistre med Kaliumhyperoxid, der bruges til kemisk at skabe ilt, blev fundet nær de overlevende da ubåden blev hævet hvilket antyder at de kunne have været i live i dagevis. Kolesnikov's sidste note er dateret 15.15 hvilket viser at han og de andre i afsnittet var i live mindst fire timer efter eksplosionen.
Disse kanistre anses dog også for at have medvirket til at fremskynde døden da en sømand ved et uheld kom til at få en kanister i kontakt med havvand hvilket resulterede i en kemisk reaktion og en efterfølgende brand. Den officielle undersøgelse viser at enkelte personer overlevede branden ved at springe i vandet der på dette tidspunkt stod cirka en meter over dørken. Branden opbrugte dog det resterende ilt i området og de overlevende fra branden døde efterfølgende af iltmangel.
Mens tragedien om Kursk fandt sted i Barentshavet, ventede Ruslands daværende præsident Vladimir Putin, til trods for øjeblikkeligt at være informeret om situationen, fem dage før han afbrød sin ferie i sit officielle sommerhus i byen Sotji på Sortehavskysten og kommenterede tabet af ubåden. Et år senere sagde han: "Jeg skulle nok have vendt tilbage til Moskva øjeblikkeligt, men det ville ikke have ændret noget. Jeg havde de samme kommunikationsmuligheder i Sotji som i Moskva, men fra et PR-synspunkt skulle jeg have vist et ønske om at vende hurtigt tilbage til Moskva."

## Hævning
Et konsortium bestående af de nederlandske firmaer Mammoet og Smit International hævede Kursk og bjærgede de døde ved hjælp af prammen Giant 4, tre af de omkomne var dog for svært forbrændte til at blive sikkert identificeret. Varmen genereret af den første eksplosion resulterede i detonationen af sprænghovederne i yderligere 5-7 torpedoer, der kunne måles på et geologisk seismograf i området.
Under bjærgningsoperationen havde man adskillige bekymringer; armerede krydsermissiler, ustabile torpedoer, stråling fra de to kernereaktorer. Nuklearkonsulenten John Large fra London foretog en risikovurdering der løbende blev tilpasset efterhånden som bjærgningsprocessen foregik og flere data blev tilgængelige.
Russiske embedsmænd benægtede på det kraftigste at ubådens SS-N-19 krydsermissiler var udstyret med atomare sprænghoveder – der har dog heller ikke været noget der har antydet der modsatte. Da bjærgningsoperationen lykkedes i 2001 var der frygt for at flytningen af ubåden kunne udløse flere eksplosioner. Frygten opstod da man var nødt til at skære skibets bov af ved at bruge et wolframkarbid-belagt kabel. Dette kabel kunne potentielt skabe gnister der kunne antænde lommer af brandfarlige gasser såsom hydrogen. De dele af ubåden der blev hævet blev bugseret til Severomorsk og placeret i en flydedok hvor man foretog omfattende havariundersøgelser.
Det resterende af Kursk's reaktorkammer blev slæbt til Saydabugten på Kolahalvøen – hvor flere end 50 andre reaktorkamre befandt sig efter værftet havde tømt reaktoren for brændsel i starten af 2003. Resten af skibet blev derefter skrottet.
Skibets forreste afsnit var det eneste der ikke blev bjærget og blev efterfølgende bortsprængt i 2002. Kun små effekter fra det afsnit blev bjærget (stykker af torpedoer, torpedorør osv).